# Simon R. Doubleday
Simon R. Doubleday es un historiador, medievalista e hispanista británico.

## Biografía
Editor jefe de la revista Journal of Medieval Iberian Studies, es profesor en la Universidad de Hofstra. Es autor de obras como The Lara Family. Crown and Noblity in Medieval Spain (Harvard University Press, 2001), un estudio de la Casa de Lara; o The Wise King: A Christian Prince, Muslim Spain, and the Birth of the Renaissance (Basic, 2015), una biografía del monarca castellano Alfonso X el Sabio.
También ha sido editor de trabajos como In the Light of Medieval Spain: Islam, the West, and the Relevance of the Past (Palgrave Macmillan, 2008), junto a David Coleman; o Why the Middle Ages Matter: Medieval Light on Modern Injustice (Routledge, 2012), junto a Celia Chazelle, Felice Lifshitz y Amy G. Remensnyder; entre otros.